# Karl Otto Koch
Pour les articles homonymes, voir Karl Koch.
Karl Otto Koch, né le 2 août 1897 à Darmstadt et mort fusillé le 5 avril 1945, était un officier allemand de la Schutzstaffel (SS).
Karl Otto Koch a été l'un des commandants les plus visibles des camps de concentration pré et durant la Seconde Guerre mondiale. Officier dans la SS, il est, entre autres, reconnu pour son rôle à la tête des Camps de concentration de Buchenwald et de Majdanek, où sa brutalité et sa corruption ont encore alourdi le quotidien de milliers de détenus.
Issu d'une famille de la classe moyenne, il a servi dans la Reichswehr pendant la Première Guerre mondiale avant de rejoindre le parti nazi au début des années 1930, gravissant rapidement les échelons de la SS.
Nommé commandant du Camp de concentration de Buchenwald lors de sa création en 1er juillet 1937, il y instaura un régime de terreur systématique avec la complicité de son épouse Ilse Koch, connue pour sa cruauté sadique envers les prisonniers.
Karl Koch ne se contenta pas de réprimer brutalement les prisonniers ; il se rendit aussi coupable de malversations financières, détournant des biens volés (confisqués aux prisonniers) pour son enrichissement personnel.
En 1942, après son passage au Camp de concentration de Majdanek, il fut relevé de ses fonctions et muté à Berlin, où ses abus et sa corruption sont révélés au sein de la hiérarchie SS. 
Jugé par un tribunal interne à la SS en février 1944 pour détournement de fonds, meurtres et autres crimes, Koch a été condamné à mort et exécuté le 5 avril 1945. Au comble de tout, il a été fusillé et incinéré dans le premier camp qu’il a commandé, Buchenwald.

## Biographie

### Jeunesse
Karl Otto Koch naît le 2 août 1897 dans la capitale du Grand-Duché de Hesse, à Darmstadt, dans l’Empire allemand.
Issu d'un milieu ouvrier et d'un statut social modeste, il grandit au sein d'une famille nombreuse et recomposée, comprenant un frère et sept demi-frères et sœurs,.
Son père, employé dans un bureau d'enregistrement local, décède en 1905, alors que Koch n'a que huit ans. Cette perte précoce le contraint à assumer des responsabilités familiales dès son plus jeune âge. Après avoir terminé l'école primaire en 1912, Koch poursuit sa formation en intégrant une école secondaire (en allemand : Mittelschule) et en suivant un apprentissage commercial. 
À la suite de cela, il entre rapidement dans la vie active en occupant des postes modestes mais variés. Il commence en tant que commis avant de devenir apprenti au service comptable d'une usine locale,. 
Ces premières expériences professionnelles, bien que modestes, lui permettent d'acquérir des compétences en comptabilité, qui se révéleront utiles au cours de sa carrière future, notamment lorsqu'il intégrera les structures administratives de la SS. 

### Première Guerre mondiale
Karl Koch tente de s’engager dans l’armée allemande lorsque la Grande Guerre éclate, mais n’est pas recruté, sa mère étant intervenue contre son engagement.
À l’age de 19 ans, en 1916, libre d’autorisation, Koch s'engage volontairement dans la Reichswehr et est affecté au 153e régiment d’infanterie en mars,. Koch sert comme fusilier à partir de mars 1916 sur le Front occidental, où il y est blessé à deux reprises.
En 1918, alors que Koch patrouille en tant qu’éclaireur vers les lignes ennemies, il est capturé par les forces britanniques ; et passe le restant de la guerre comme prisonnier.

### Après la guerre
« Son parcours entre 1919 et 1932 est avant tout compliqué et instable. De 1920 à 1928, il change à huit reprises d’employeur et déménage quasiment aussi souvent. Comptable ou agent bancaire principalement, son parcours est marqué par une situation précaire et soumis aux aléas de l’économie allemande. »

— Benoît Cazenave
La Guerre finie, Koch est libéré en 1919 et retourne en Allemagne où il est décoré de la Croix de fer de deuxième classe et de la médaille des blessés en noir. À l’instar de nombreux autres anciens combattants, il a des difficultés à retourner à la « vie civile » sous les conditions de la reddition,.

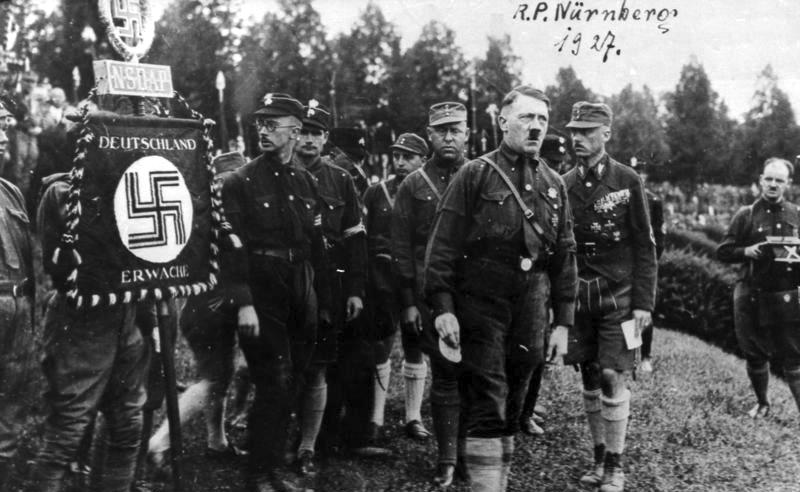
La montée du nazisme. 1923.

Toutefois, il trouve un emploi temporaire de libraire, puis comme employé de banque. Arrêté pour faux en écriture, il est emprisonné mais libéré rapidement,.
A sa sortie de prison, il s’oriente vers une compagnie d’assurance et occupe un poste de contrôleur,.
Il se marie en 1924 avec Kate Müller, avec laquelle il a eu un fils souffrant de troubles psychiatriques. Il divorce de Kate en 1931 pour raison d’infidélités.

### Les années 30
« Le commandant Karl Otto Koch est cependant remarquable puisqu’il est parvenu à rester plus de 8 ans en poste. Plus encore, sa carrière semble se résumer à une suite ininterrompue de succès et de promotions. »

— Benoît Cazenave
Début des années 1930, Karl Koch rejoint le parti nazi puis la SS,. Il réalise un début de carrière sans fautes dans l’organisation noire, en 1933 il est policier auxiliaire dans celle-ci avant d’être muté en 1934 au Camp de concentration de Hohnstein (de) comme commandant, débutant son parcours dans l’administration concentrationnaire. 
Dès ce moment, tout s’emballe pour le futur multiple chef de camp concentrationnaire, il est transféré dans l’inspectorat des camps de concentration (IKL, en allemand : Inspektion der Konzentrationslager), sous la direction de  Theodor Eicke,. Il impressionne ses collègues par son organisation et son idéologie et grimpe les échelons de la hiérarchie de manière très rapide,.
C’est aussi à ce moment, divorcé, qu’il épouse Ilse Koch, nazie fanatique depuis 1932 avec laquelle il aura trois enfants,.

## Commandant de Camps de concentration
« De 1934 à 1942, il travaille dans dix camps et en dirige sept dont Sachsenhausen, Esterwegen, Buchenwald et Majdanek. »

— Benoît Cazenave

### Un parcours de brutalité et de terreur

#### La systématisation des camps de concentration
Le régime nazi transforme radicalement le système répressif allemand. En 1933, le Troisième Reich dispose d'un réseau désorganisé et chaotique de lieux de détention — caves industrielles, casernes désaffectées, locaux administratifs — où sont enfermés des opposants politiques et minorités jugées indésirables.
Les Sections d'Assaut (SA) gèrent ces premiers camps, marqués par une violence incontrôlée. Heinrich Himmler centralise rapidement ces lieux, réduisant leur nombre par décret. Sous l'impulsion de Theodor Eicke, un règlement sévère transforme les camps en structures bureaucratiques de persécution,.
L'élimination des chefs SA lors de la « Nuit des Longs couteaux » permet à Himmler et à la SS de reprendre le contrôle total des camps. Eicke procède à une réorganisation systématique, achevant la centralisation fin 1936 sous l'IKL. Ce processus transforme un système pré-concentrationnaire chaotique en un appareil concentrationnaire répressif centralisé et organisé,.

#### De camps en camps
Karl Koch est affecté en 1934 au Camp de concentration de Hohnstein (de). Le camp est alors considéré comme un camp de détention préventive (en allemand : Schutzhaftlager), où sont principalement internés des communistes. Il est fermé la même année, l’IKL de Theodor Eicke décide de regrouper les détenus dans des camps principaux, tel Dachau, Sachsenhausen (en planification), Buchenwald (en planification),…
Les camps de détention préventive sont nombreux dans l’Allemagne nazie, et Koch prend par la suite le commandement du Camp de concentration de Columbia, ancienne prison militaire située à Berlin, dans le quartier Tempelhof. Là encore, ce sont principalement des opposants politiques qui y sont enfermés. Le camp est fermé en 1936, pour laisser la place à la création de l’aérodrome éponyme. 
Peu avant la fermeture de Columbia (en novembre 1936), Koch est nommé commandant du Camp de concentration d'Esterwegen,. Ce camp principalement destiné aux opposants politiques du Troisième Reich sert de camp de punition (en allemand : Strafgefangenenlager) contre ceux-ci.
Quatre mois plus tard, en août 1936, Koch prend la direction du Camp de concentration de Sachsenhausen, où ont été transférés les prisonniers politiques de Columbia à la fermeture de celui-ci.
Le Camp de concentration de Sachsenhausen a plusieurs objectifs, notamment former les futurs commandants des camps de concentration et accueillir le siège de l’IKL, en tant que camp modèle, sous la devise « justitia, quae suum cuique distribuit ».

#### Le camp de concentration de Buchenwald
« Ainsi, à entrée du camp, la devise officielle de fer forgée, « le travail rend libre » (en allemand : Arbeit macht frei), est remplacée par une autre sentence concoctée par le maitre des lieux : Jedem das Seine (en français : à chacun son dû) ! »

— Bruno Fuligni
Alors que Koch ne « passe que dans les camps précédents », il laisse son empreinte de terreur, de brutalité et de systématisation de l’horreur qui sera reprise par d’autres ; c’est en août 1937 que Karl Koch prend le commandement du Camp de concentration de Buchenwald pour une période plus longue (1937 à 1941).

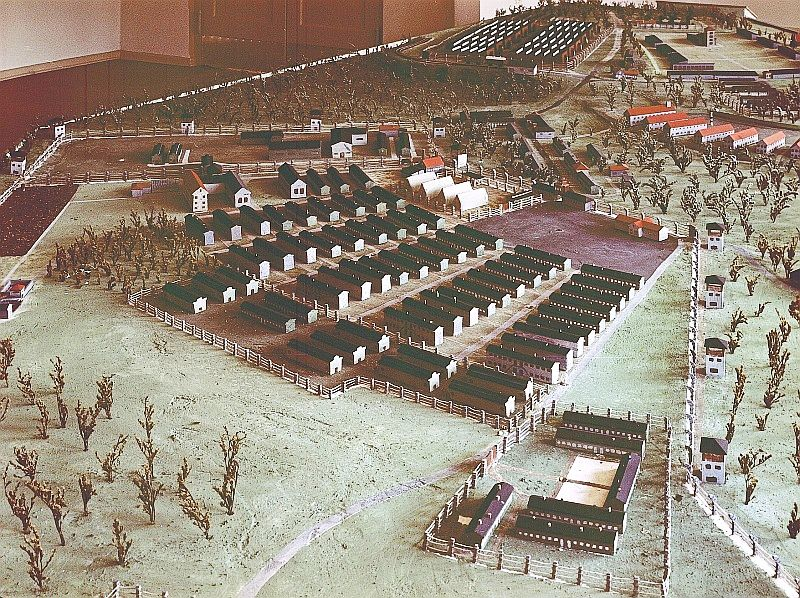
Maquette du camp de Buchenwald.

Sous le « règne » de Koch, le Camp de concentration de Buchenwald se transforme. En premier, Koch contribue à la « professionnalisation du camp », en renforçant le système de surveillance et d'administration imposé par l'IKL, où la brutalité devient un outil de gestion quotidienne. 
Koch applique le règlement disciplinaire conçu par Eicke, créant une structure bureaucratique méthodique pour la persécution des prisonniers,, où les violences arbitraires et la terreur quotidienne sont les fondements de la discipline, les déshumanisant dès leur entrée dans le système.

« Pour financer leur train de vie exorbitant, Karl s’applique sans repos à l’extorsion des prisonniers et s’accapare une partie des fonds destinés au camp. Ils se font construire une superbe villa qui coûte 500 000 RM  […], et elle [Ilse Koch] obtient la construction d’un manège pour ses exercices équestres. Celle que les prisonniers surnomment « la kommandeuse », « la sorcière » ou « la chienne » de Buchenwald contribue aussi aux actes de violences du camp […] »

— Benoît Cazenave
D'autre part, Karl Koch et son épouse se livrent à une corruption journalière, détournant les biens confisqués aux détenus pour leurs profits personnels ; notamment avec la construction apparente de leur demeure, la « Villa Koch » à proximité du camp) comme exemple le plus flagrant (elle est bâtie grâce au travail des prisonniers et financée par les richesses détournée au sein même du camp. Les Koch vivent dans le luxe, au milieu d’un univers remplit de souffrance, de brutalité, de tortures et de mort, symbolisant ainsi la décadence qui gangrène l’appareil concentrationnaire.

« Les prisonniers passaient leurs journées de travail dans une peur constante, car les punitions étaient infligées sans pitié et souvent de manière arbitraire par les SS et les kapos – des prisonniers-fonctionnaires qui assumaient des rôles de surveillance dans le camp en échange de privilèges mineurs. »

— Tomaz Jardim

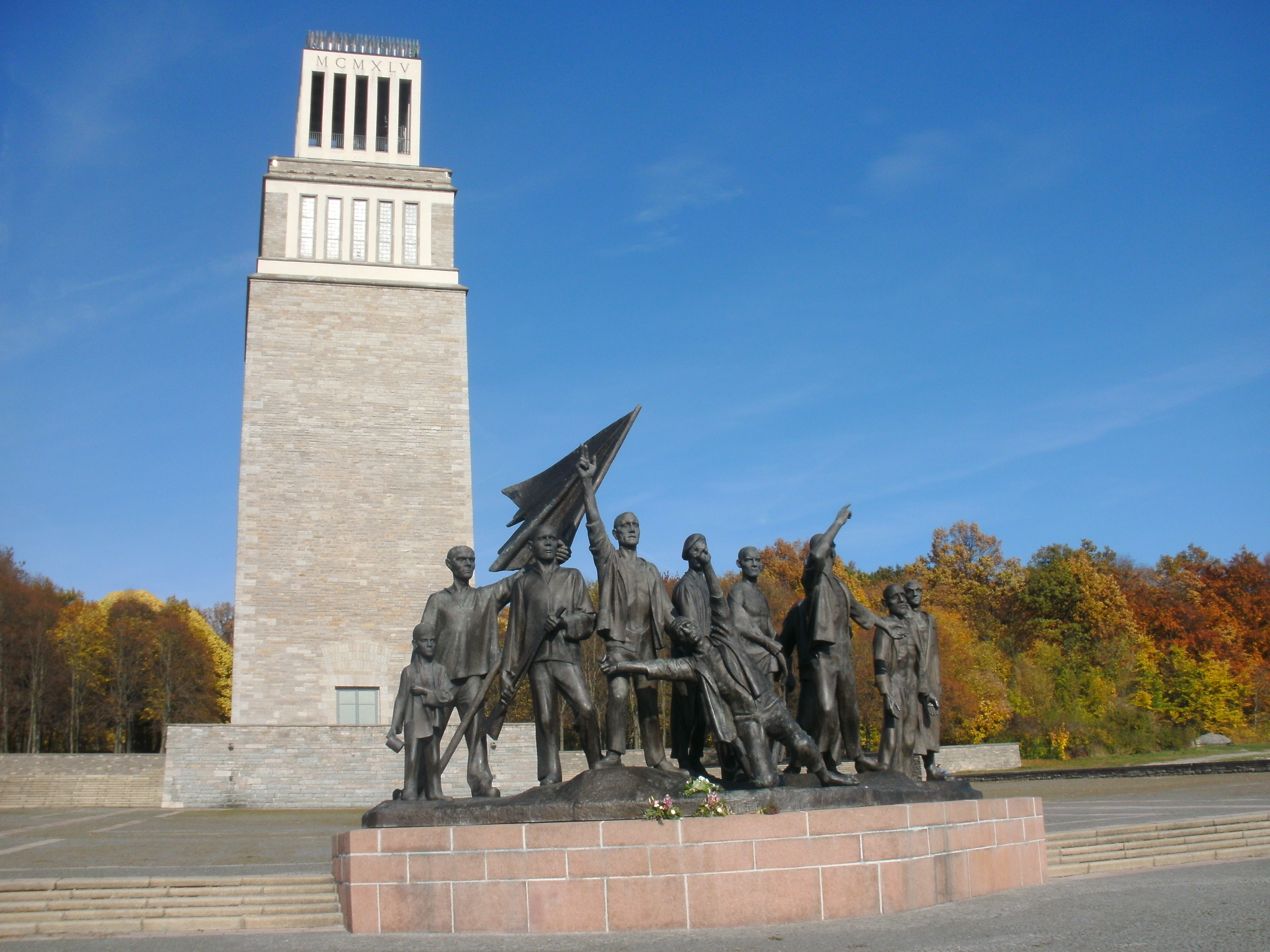
Mémorial du Camp de concentration de Buchenwald.

La corruption se retrouve indissociable de la terreur méthodique qu'il instaure. Sous le commandement des Koch (Karl et Ilse), le Camp de concentration de Buchenwald devient un lieu d’exécutions sommaires et de châtiments arbitraires courants, accentuant encore la déshumanisation bureaucratique.

« A chacun son dû (en allemand : Jedem das seine, auquel se rajoute) et à moi la plus grosse part »

Chaque aspect de la vie du camp se marque par une violence calculée, aussi bien pour asservir les prisonniers que pour masquer la corruption des Koch. La brutalité permet aux Koch de maintenir un contrôle sur le fonctionnement et sur l'exploitation des ressources (tant humaines que financières).
Mais ce temps est révolu par Josias von Waldeck und Pyrmont, procureur supérieur de la SS, qui découvre des anormalités (détournements financiers et divers meurtres pour les couvrir) dans la gestion du camp. Koch se retrouve dans les mailles de la « justice SS » pour ses escroqueries ainsi que pour un manque de capacité à diriger.
Il est arrêté, mais libéré sur ordre personnel du reichführer et muté, avec une promotion, au Camp de concentration et d’extermination de Majdanek qui ouvrira prochainement,.

#### Le camp de Majdanek
En septembre 1941, Karl Koch est nommé commandant du Camp de concentration et d’extermination de Majdanek (désigné ci-après, par facilité d’écriture, comme Camp de Majdanek), encore en « phase d’ouverture » (Le camp sera officiellement mis en service en octobre 1941), tandis que son épouse Ilse Koch reste au Camp de concentration de Buchenwald.

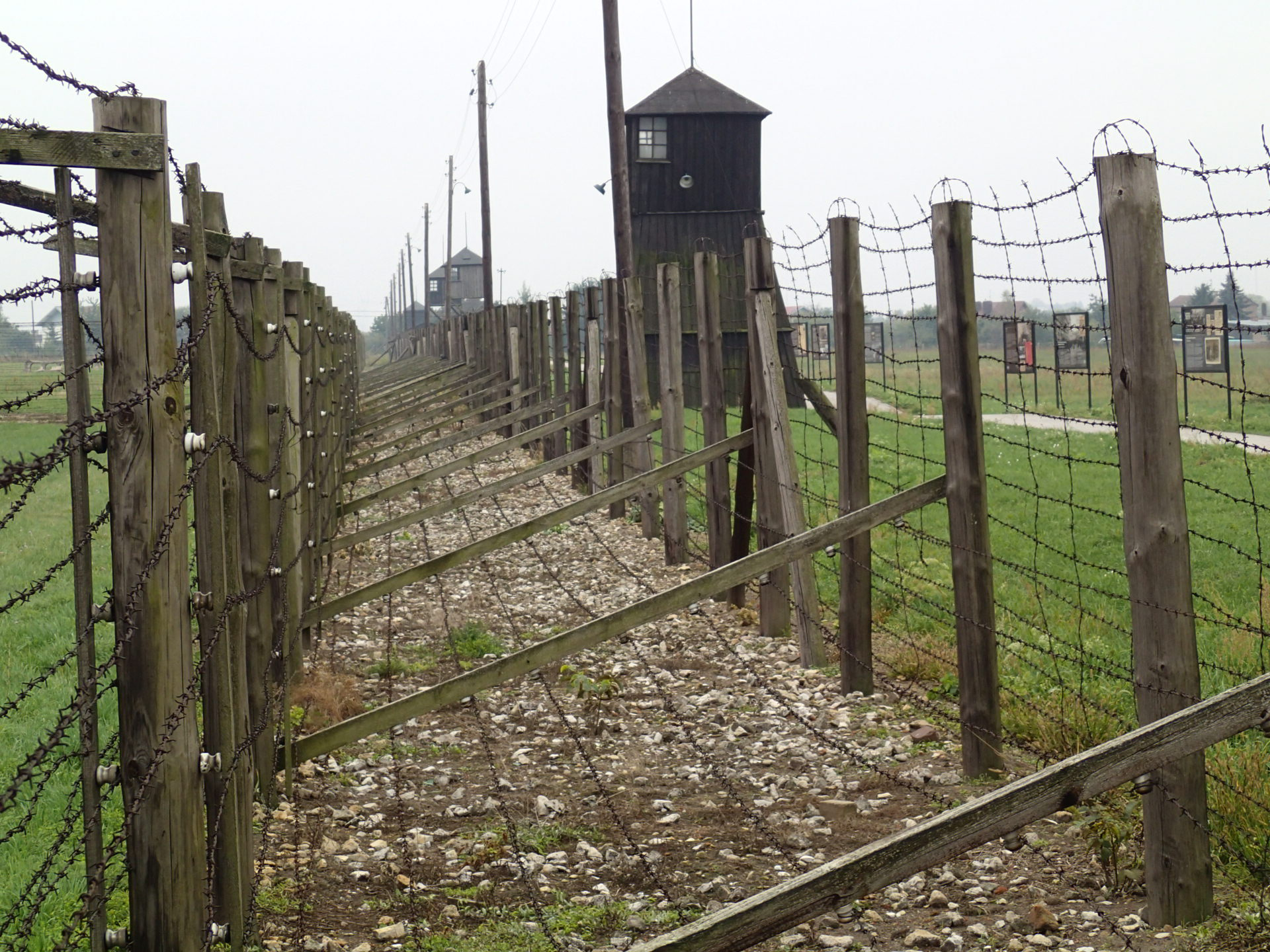
Les enceintes (post guerre) du Camp de concentration et d'extermination de Majdanek.

Cette nomination présentée « comme une promotion » constitue en réalité une manœuvre pour l’écarter des enquêtes qui continuent à Buchenwald (conduite par Konrad Morgen). Son affectation répond donc à un double objectif : exploiter ses compétences organisationnelles tout en l'éloignant des investigations menées à Buchenwald.

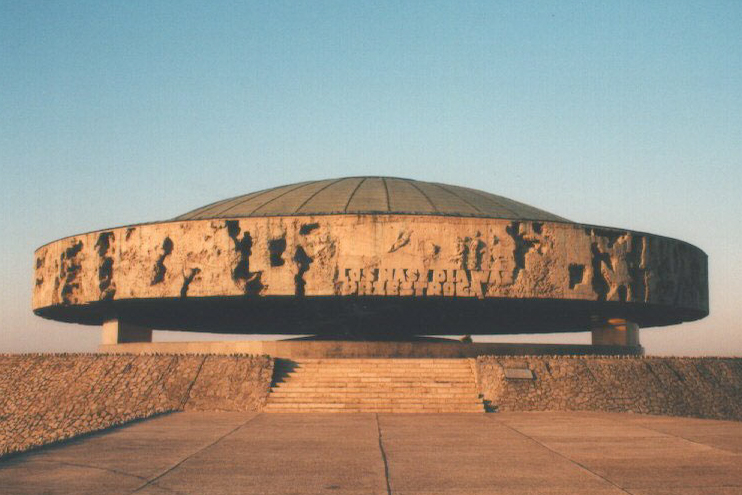
Le Mausolée de Majdanek.

Le camp de Majdanek, situé près de Lublin en Pologne occupée, a un objectif distinct des autres camps : il combine des fonctions de travail forcé et d'extermination « des inaptes au travail forcé ». Le camp est destiné à la fois à la production de guerre et à la mise en œuvre de la politique de la Solution finale.  
Initialement, la fonction première de Majdanek est celle d’un camp de prisonniers de guerre soviétiques, mais est rapidement transformé en camp de concentration combinant (en premier temps) la fonction de travail forcé et par la suite (fin 1942) en camp d’extermination (principalement de juifs provenant des alentours et du Ghetto de Varsovie),.  
C’est sur la période où Koch est commandant du camp qu’il subit les plus grandes transformations, comme il est tout aussi probable que Koch est transféré pour son organisation stricte et sans faille sur sa réputation de « batisseur de camp », en sus de son éloignement pour calmer les enquêtes en cours au sein de Buchenwald. 
Malgré sa mutation à Majdanek, Koch poursuit ses activités frauduleuses, reproduisant le système d'enrichissement personnel qu'il a instauré à Buchenwald et ce en dépit du fait que le prince Josias zu Waldeck und Pyrmont maintienne une surveillance étroite sur les agissements de Koch (il n’est plus ici mentionné de liens de malversation avec son épouse).

## Des hautes sphères au procès

### Le déclenchement de la chute
C’est toutefois une autre cause qui écartera Koch de l’administration du Camp de Majdanek : l’évasion de 86 prisonniers. Une enquête interne est ouverte et Koch est suspendu de ses fonctions et, sur ordre d’Heinrich Himmler, Koch est arrêté à Majdanek.
Tombé en disgrâce et déchu au sein de la SS, dégradé et exclu de l’IKL, une enquête est ouverte et conclut que malgré les manques de moyens, Koch a agi au mieux de ses capacités.
Karl Koch ne retrouve pas ses galons cette fois ci, ni l’IKL mais reste au « Service de protection de la Poste » (poste auquel il est affecté le temps de l’enquête) ; pendant ce temps les camps de concentration connaissent une profonde restructuration pour mettre en place la Solution finale mais aussi, deviennent par le système concentrationnaire une véritable pièce de l’échelon économique du Reich sous l’égide la SS et de l’autorité d’Oswald Pohl. Cette pièce subit alors une purge visant les alcooliques, les corrompus et les laxistes.
Après deux années d'enquête et de surveillance, Waldeck und Pyrmont parvient à nouveau à inculper Koch, inculpation qui s’inscrit dans un contexte plus large de « nettoyage interne de la corruption au sein des camps » (tâche confiée au prince et à Pohl).

### Le procès
« De nombreux crimes sont alors mis au jour, de méme que des vols de biens appartenant aux détenus, des escroqueries, du marché noir... Au terme d’une très longue enquéte, Koch est fusillé par les SS le 5 avril 1945. »

— Philippe Valode, 
Le procès de Koch s’ouvre en septembre 1944 et face aux preuves, Koch est condamné à mort pour corruption, enrichissement, vol et assassinats. La sentence semble être édictée en termes d’exemple.
Fait notable, les accusations ne portent absolument pas sur les crimes commis contre les détenus dans le cadre de ses fonctions officielles de commandant de camp de concentration, mais uniquement sur les actes compromettant les intérêts de la SS et du Reich.

#### Les assassinats
L’accumulation des preuves contre Koch met aussi en lumière l'assassinat de deux médecins détenus à Buchenwald, témoins potentiels de ses malversations antérieures.

### La sentence
Karl Koch est emmené à Buchenwald, cette fois en tant que condamné et non plus en tant que commandant. Il est passé par les armes et son corps est incinéré dans le camp même qu’il a commandé.